# 群馬県道375号林岩下線
群馬県道375号林岩下線(ぐんまけんどう375ごう はやしいわしたせん)は、長野原町林から東吾妻町岩下を起終点とする県道である。

## 概要

### 路線データ
- 起点 - 長野原町林（国道145号・群馬県道376号林長野原線）
- 終点 - 東吾妻町岩下（国道145号）

## 路線状況

### 主要構造物
- 不動大橋（吾妻川）
- 川原湯温泉トンネル (336.5 m)[1]
- 吾妻峡トンネル (1769 m)[2]
  - 群馬県長野原町および中之条町に位置する。八ッ場ダムの付け替え道路により建設された。JR東日本吾妻線の八ッ場トンネルと並走する。
- 岩島大橋（吾妻川）

## 地理

### 通過する自治体
- 群馬県
  - 吾妻郡（長野原町 - 東吾妻町）

### 交差する道路
- 国道145号・群馬県道376号林長野原線（長野原町）
- 群馬県道377号川原畑大戸線（長野原町）
- 国道145号（東吾妻町）